# Daktylus

Der Finger: ein langes Element gefolgt von zwei kurzen Elementen.

Der Daktylus (altgriechisch δάκτυλος dáktylos, deutsch ‚Finger‘; Plural: Daktylen; in metrischer Formelnotation da) ist in der Verslehre ein aus einem langen bzw. betonten und zwei kurzen bzw. unbetonten Teilen bestehender Versfuß. Daktylische Versmaße, insbesondere der Hexameter als Vers der homerischen Epen Ilias und Odyssee, sind die wichtigsten Versmaße der antiken Dichtung, aber auch in der Dichtung der Neuzeit sind daktylische Verse verbreitet.
In der quantitierenden antiken Verslehre besteht der Daktylus aus einer Länge (elementum longum, Symbol —) und einer Doppelkürze (elementum biceps, Symbol ◡◡), im metrischen Schema wird er demnach mit —◡◡ notiert. Das elementum biceps kann in vielen Versarten sowohl mit zwei kurzen Silben (—◡◡, der eigentliche Daktylus) als auch mit einer langen Silbe (——, der als Spondeus verwirklichte Daktylus) in Erscheinung treten, in beiden Fällen beträgt die zeitliche Ausdehnung des Daktylus vier Moren.
Die Herkunft des Wortes von der griechischen Bezeichnung für Finger weist darauf hin, dass der Finger wie der Versfuß aus einem langen und zwei kurzen Gliedern besteht. Das Wort „Daktylus“ ist selbst ein Daktylus, also autolog.
Das metrische Gegenteil des Daktylus ist der Anapäst (◡◡—).
In der akzentuierenden Dichtung moderner Sprachen, insbesondere in der deutschen Dichtung, wird der Daktylus meist durch eine Hebung (betonte Silbe) und zwei Senkungen (unbetonte Silben) gebildet. Da man dem Daktylus, ähnlich wie dem Trochäus, einen fallenden Rhythmus zuschreibt, wird er nach einem Vorschlag von Ivo Braak auch als Doppelfaller bezeichnet.

## Antike Dichtung
Unter den daktylischen Versmaßen der Antike und den antiken Versmaßen überhaupt ist die Dominanz des daktylischen Hexameters als des epischen Verses schlechthin so stark, dass man meist einfach nur von Hexameter spricht. Gleiches gilt vom daktylischen Pentameter, tatsächlich kein aus fünf, sondern ein wie der Hexameter aus sechs Metra bestehendes Versmaß, eigentlich eine Variante des Hexameters. Hexameter und Pentameter zusammen bilden die Strophenform des elegischen Distichons.
Das bekannteste Beispiel eines altgriechischen Verses, der erste Vers der Ilias, ist ein Hexameter:
Μῆνιν ἄειδε, θεά, Πηληϊάδεω Ἀχιλῆος
Menin aeide, thea, Peleïad(e)o Akhileos
Singe, Göttin, den Zorn des Peleussohnes Achilleus
Die antiken daktylischen Versmaße im Überblick:
- Katalektischer daktylischer Trimeter (da3c), auch bekannt als (kleiner) Archilochischer Vers:

—◡◡ˌ—◡◡ˌ—

Siehe auch: Hemiepes
- Daktylischer Tetrameter (da4) auch bekannt als Alkmanischer Vers oder Alcmanicus:

—◡◡ˌ—◡◡ˌ—◡◡ˌ—◡◡
- Daktylischer Pentameter (da5):

—◡◡ˌ—◡◡ˌ— ‖ —◡◡ˌ—◡◡ˌ—

- Daktylischer Hexameter (da6):

—◡◡ˌ—◡◡ˌ—◡◡ˌ—◡◡ˌ—◡◡ˌ—◠

Zu den Einzelheiten siehe den Hauptartikel. Hier als Beispiel nur noch der dem Anfang der Ilias entsprechende erste Vers aus dem römischen Nationalepos, der Aeneis des Vergil (Ins Deutsche übersetzt von Wilhelm Hertzberg):
Arma virumque cano, Troiae qui primus ab oris

Waffen besing ich und ihn, der zuerst von Troias Gestaden
Außerdem sind noch zu nennen die sogenannten daktyloepitritische Verse, eine Gruppe von Versformen, die sich aus einer Kombination daktylischer und epitritischer Füße und Kola zusammensetzen.

## Deutsche Dichtung
Daktylische Verse finden sich in der mittelalterlichen deutschen Dichtung; danach tauchten erst zu Beginn des 16. Jahrhunderts wieder daktylische Verse in der deutschen Lyrik auf, teils aus humanistischer Tradition kommend, teils angeregt durch daktylische Verse in italienischen Chorliedern, Kantaten und Opernarien.

### Mittelalter
Man nimmt an, dass die von Andreas Heusler als mittelhochdeutscher Daktylus bezeichnete Versform eine eigenständige Entwicklung im  Deutschen darstellt. Eine Übernahme aus neulateinischer und provenzalischer Lyrik wird als weniger wahrscheinlich angesehen. Hauptvertreter der im Minnesang des 12. Jahrhunderts erstmals auftretenden Form sind Kaiser Heinrich, Friedrich von Hausen, Heinrich von Morungen und Ulrich von Lichtenstein. Mit dem Minnesang verschwindet sie gegen Ende des 13. Jahrhunderts wieder.
Als die eigenständige Entwicklung begünstigend betrachtete man die große Zahl als Wortfuß auftretender Daktylen im Deutschen. Diese entstehen zum Beispiel automatisch aus den zahlreichen zweisilbigen trochäischen Stammwörtern durch Anfügen eines Suffix. Zum Beispiel wird aus dem Stammwort „Schweigen“ durch Anfügen des Partizipialsuffix „-de“ der Daktylus „(der) Schweigende“, aus „heiter“ wird „heiterer“, aus „Schwager“ „Schwägerin“, aus „Tausend“ „tausendfach“ usw.
Ebenso ergibt sich sehr leicht ein daktylischer Rhythmus, wenn zwischen trochäische Wörter unbetonte Funktionswörter wie z. B. Artikel eingefügt werden oder einem Wort mit trochäischem Stamm („tasten“) ein unbetontes Präfix („be-“) vorangestellt wird. Beispiel: „Traurig der Bäcker betastet die trockene Semmel.“

### Neuzeit
Dem in der barocken Dichtung vor allem von Martin Opitz vertretenen Alternationsprinzip, das im Grunde nur jambische und trochäische Verse zuließ, entsprach der Daktylus nicht. Doch August Buchner, der Zeitgenosse und Erbe von Opitz, ließ ihn in seiner um 1630 entstandenen Anleitung zur deutschen Poeterey ausdrücklich zu. Angeregt durch Buchner äußert sich Philipp von Zesen erstaunt:

„Nun wunderts mich nicht wenig / daß sich niemand unterwindet / dieser Art Verse weiter auszuarbeiten / in dem sie nicht weniger Anmuth mit ihrer so flüchtigen liebligkeit den Ohren erwecken als etwan andere / so sie nur recht ausgemacht und zu rechter zeit gebraucht werden.“

Tatsächlich blieb aber der Gebrauch des Daktylus die Ausnahme, bis 1748 die ersten Gesänge von Klopstocks Versepos Der Messias erschienen, der als ein neben den großen epischen Gedichten der Antike wie Ilias und Odyssee gleichrangiges Werk angelegt war und dementsprechend ebenfalls den epischen Hexameter als Versmaß verwendete. Mit der zu seiner Zeit ungeheuren Popularität des Werks wurde zugleich das daktylische Versmaß populär und der heroische Hexameter für lange Zeit das dominierende epische Versmaß. Als Beispiel der Beginn des etwa hundert Jahre nach dem Messias entstandenen Märchen vom sichern Mann von Eduard Mörike:
Soll ich vom sicheren Mann ein Märchen erzählen, so höret!

– Etliche sagen, ihn habe die steinerne Kröte geboren.

Also heißet ein mächtiger Fels in den Bergen des Schwarzwalds,

Stumpf und breit, voll Warzen, der häßlichen Kröte vergleichbar.

Darin lag er und schlief bis nach den Tagen der Sündflut.
Auch dem aus Hexameter und Pentameter bestehenden Distichon ebnete Klopstock den Weg in die deutsche Dichtung; das Distichon wurde nach dem Vorbild von Goethes und Schillers Xenien für Epigramme und andere kleine Formen benutzt. Ein aus einem einzelnen Distichon bestehendes, selbstbezügliches Epigramm Ludwig Feuerbachs:
Kürze hat Würze

Kurz ist das Leben fürwahr: Doch kurz, wie das Distichon kurz ist,

Welches ew’gen Gehalt birgt in die flüchtige Form.
Das Distichon wurde aber auch häufig für elegische Text oft beachtlichen Umfangs genutzt, zu nennen sind hier vor allem Friedrich Hölderlins Elegien, darunter Brod und Wein (um 1800).
Eine weitere metrische Erfindung Klopstocks ist der sogenannte Wander-Daktylus in seinen Nachbildungen der Sapphischen Strophe.
Ähnlich den Ambivalenzen, die bei der Betrachtung jambischer und trochäischer Verse auftreten, ergeben sich Ambivalenzen zwischen daktylischer, anapästischer und amphibrachyscher Interpretation, wenn man Versmaße mit Auftakt zulässt. Die Silbenfolge
◡—◡◡—◡◡—◡◡—◡
zum Beispiel kann auf drei verschiedene Arten gemessen werden:
◡ˌ—◡◡ˌ—◡◡ˌ—◡◡ˌ—◡ = Daktylischer Vierheber mit Auftakt
◡—ˌ◡◡—ˌ◡◡—ˌ◡◡—ˌ◡ = Anapästischer Vierheber (mit verkürztem ersten Fuß)
◡—◡ˌ◡—◡ˌ◡—◡ˌ◡—◡ = Amphibrachyscher Vierheber
Welche dieser Messungen zugrunde gelegt wird, hängt auch davon ab, welcher Rhythmus durch die sprachliche Verwirklichung des Metrums, also die im Vers zu findenden Sinneinheiten, entsteht. Bei folgenden drei Versen aus Theodor Däublers gewaltigem Versepos Das Nordlicht, das auch viele Gedichte in auftaktig-daktylischem Metrum enthält, bildet sich im ersten Vers daktylischer, im zweiten Vers anapästischer und im dritten Vers amphibrachyscher Rhythmus aus, die Verse sollten also im jeweiligen Metrum gemessen werden:
Ver- | schiedene | Graber und | Nachgrübler | wähnen

In sich | und den meis- | ten  den Tod | der Gelüs- | te,

Da aber | erstehen | auf einmal | Hyänen,
Enthält ein Text überwiegend Verse einer dieser Formen, ist es sinnvoll, ihn entsprechend zu messen; da das aber oft nicht der Fall ist, plädieren viele Metriker, unter ihnen Wolfgang Kayser, dafür, auf die Unterscheidung daktylisch/anapästisch/amphibrachysch ganz zu verzichten und Verse mit doppelten Binnensenkungen generell als daktylisch zu bezeichnen.

### Daktylische Verse
Neben den schon besprochenen, nach antikem Vorbild gedachten daktylischen Hexametern und daktylischen Pentametern finden sich in der deutschen Dichtung der Neuzeit daktylische Verse unterschiedlicher Länge; vom daktylischen Einheber bis zum daktylischen Achtheber ist dabei jede Hebungsanzahl vertreten, bis ins 20. Jahrhundert hinein überwiegen die Zweiheber und Vierheber. Im Gegensatz zu den ungereimten Nachbildungen antiker Verse sind diese Verse sehr häufig gereimt. Vor allem bei längeren daktylischen Versen sind gelegentlich Trochäen eingemischt.

#### Der daktylische Zweiheber
—◡◡ˌ—◡◡
Der daktylische Zweiheber kommt mit vollständigem zweiten Fuß (akatalektisch) oder mit um eine oder zwei unbetonte Silben verkürztem zweiten Fuß (katalektisch) vor; oft werden diese Formen nebeneinander im gleichen Text verwendet. Ein Beispiel findet sich im Chor der Engel aus Goethes Faust:
Christ ist erstanden!

Freude dem Sterblichen,

Den die verderblichen,

Schleichenden, erblichen

Mängel umwanden!
V1 und V5 sind katalektische, V2, V3 und V4 akatalektische daktylische Zweiheber. Ähnlich der Chor der Hirten in August von Platens Christnacht:
Preis dem Geborenen

Bringen wir dar,

Preis der erkorenen

Gläubigen Schar.

#### Der daktylische Vierheber
—◡◡ˌ—◡◡ˌ—◡◡ˌ—◡◡
Daktylische Vierheber weisen zumeist einen um eine oder zwei Silben verkürzten vierten Fuß auf; Verse mit diesen beiden Schlüssen wechseln im Gedicht. Als Beispiel die erste Strophe von Josef Weinhebers Der Daktylus:
Leidenschaft führt mir die Schale zum Munde.

Leidenschaft wirft mir in seliger Stunde

her aus dem Himmel den hüpfenden Ball.

Wie er die Erde schlägt, Sendling von oben,

bin ich ins reichere Dasein erhoben,

lobe den Schöpfer und liebe das All.
Auch im Drama finden sich gelegentlich daktylische Vierheber, so zum Beispiel in Friedrich Schillers Maria Stuart (3. Akt, 3. Aufzug, 1. Szene):
Bin ich dem finstern Gefängnis entstiegen,

Hält sie mich nicht mehr, die traurige Gruft?

Lass mich in vollen, in durstigen Zügen

Trinken die freie, die himmlische Luft.

### Daktylische Strophen
Aus daktylischen Versen aufgebaute Strophen finden sich in der deutschen Dichtung deutlich seltener als Strophen, die aus jambischen oder trochäischen Versen bestehen. Trotzdem sind einige daktylische Strophen regelmäßig verwendet worden, darunter nach Horst Joachim Frank als häufigste Form der kreuzgereimte Vierzeiler aus katalektischen daktylischen Dreihebern:
—◡◡ˌ—◡◡ˌ—◡
—◡◡ˌ—◡◡ˌ—
—◡◡ˌ—◡◡ˌ—◡
—◡◡ˌ—◡◡ˌ—
Diese Strophe wurde fast ausschließlich im 20. Jahrhundert verwendet. 1918 wählte sie Hermann Scherchen für seine Übersetzung der Arbeiterhymne Brüder, zur Sonne, zur Freiheit; Stefan George verwendete sie einige Male, unter anderem für Stimmen der Wolken-Töchter. Daraus die vierte Strophe:
Ihr die ihr rauh seid und stählern

Reisst aus der hand uns das heft:

Und wir vergeben den quälern

Wenn ihr auch tödlich uns trefft.
Gottfried Benn hat diese Strophe gleichfalls gerne genutzt, unter anderem  in Mittelmeerisch und in Reisen.
Abweichungen im Versschluss sind möglich; in August Schnezlers Scolie schließen nicht nur V2 und V4, sondern alle vier Verse mit einer betonten Silbe. Die zweite Strophe:
Was die Begeisterung spricht,

Gibt ihr ein Genius ein:

Blitze von himmlischem Licht,

Tropfen von göttlichem Wein.
Neben solchen häufig kreuzgereimten Vierzeilern sind auch umfangreichere daktylische Strophen gebildet worden; in Bleibet im Lande verwendet Friedrich Rückert den Aufbau der siebenzeiligen Lutherstrophe, den er mit daktylischen Vierhebern füllt. Die vierte Strophe:
Ziehet im Grimm nicht, im Unmut von dannen,

Wendet der Heimat den Rücken nicht zu!

Will sich das Vaterland, soll sich's ermannen,

Wahrlich bedarf es der Männer dazu.

Aus der Verworrenheit gärendem Streben

Soll sich die Klarheit, die Ordnung erheben;

Bleibet, und wartet, und wirket in Ruh.
Auch im Kirchenlied werden mitunter daktylische Strophen verwendet; ein bekanntes Beispiel ist Lobe den Herren, den mächtigen König der Ehren, dessen Strophe aus zwei daktylischen Fünfhebern, einem daktylischen Zweiheber und zwei daktylischen Dreihebern besteht. Ein weiteres Beispiel ist das Marienlied Wunderschön prächtige.
Gelegentlich werden daktylische Verse auch mit Versen anderen Metrums zu einer Strophe verbunden, so in Friedrich Schillers Die Erwartung. Die ersten vier Verse:
Hör’ ich das Pförtchen nicht gehen?

Hat nicht der Riegel geklirrt?

Nein, es war des Windes Wehen,

Der durch diese Pappeln schwirrt.
Auf zwei daktylische Dreiheber folgen hier zwei trochäische Vierheber; die ersten beiden Verse schildern dabei daktylisch-erregt die Hoffnung, die letzten beiden Verse trochäisch-verhalten die Enttäuschung. Einem ähnlichen Gedanken folgt Schiller in Würde der Frauen, wo die „weiblichen“ Strophen ein daktylisch-bewegtes, die „männlichen“ Strophen ein trochäisch-gemessenes Metrum aufweisen; die daktylischen Schweifreim-Strophen entsprechen dabei der Strophe, die auch Weinheber in seinem oben vorgestellten Der Daktylus verwendet.
Aus rein daktylischen und auftaktig-daktylischen Versen gemischte Strophen waren im Barock beliebt. Die sechste Strophe aus Angelus Silesius’ Streuet mit Palmen … (vertont von Franz Tunder):
Träufelt, ihr Himmel, und gebt uns im Regen

Den Herrn der Gerechtigkeit, unsere Zier,

Öffne dich, Erde, mit neuem Bewegen

Und bring uns den Heiland der Menschen herfür!
Friedrich Schiller nutzt in Dithyrambe eine zweigeteilte zehnzeilige Strophe; in der dritten Strophe haben die ersten sechs Verse keinen Auftakt, während die letzten vier mit einer unbetonten Silbe beginnen:
Reich ihm die Schale!

Schenke dem Dichter,

Hebe, nur ein.

Netz ihm die Augen mit himmlischem Taue,

Dass er den Styx, den verhassten, nicht schaue,

Einer der Unsern sich dünke zu sein.

Sie rauschet, sie perlet,

Die himmlische Quelle,

Der Busen wird ruhig,

Das Auge wird helle.

### Daktylische Gedichtformen
Abgesehen vom elegischen Distichon kennt die deutsche Dichtung keine Gedichtformen, zu deren  Grundlagen daktylische Verse zählen; bestenfalls verwandt ist der Limerick. Daktylische Verse wurden jedoch gelegentlich für Gedichtformen verwendet, die für gewöhnlich andere Verse nutzen; das bekannteste Beispiel ist das Sonett. Schon im 17. Jahrhundert hat Andreas Gryphius sein Sonett Mitternacht in daktylischen Achthebern verfasst; im 20. Jahrhundert schrieb Rainer Maria Rilke seine Sonette an Orpheus, von denen über 20 daktylische Verse vaufweisen. Als Beispiel das 26. Sonett des ersten Teils, das fünfhebige Daktylen verwendet, in die gelegentlich Trochäen eingemischt sind:
Du aber, Göttlicher, du, bis zuletzt noch Ertöner,

da ihn der Schwarm der verschmähten Mänaden befiel,

hast ihr Geschrei übertönt mit Ordnung, du Schöner,

aus den Zerstörenden stieg dein erbauendes Spiel.

Keine war da, dass sie Haupt dir und Leier zerstör’,

wie sie auch rangen und rasten; und alle die scharfen

Steine, die sie nach deinem Herzen warfen,

wurden zu Sanftem an dir und begabt mit Gehör.

Schließlich zerschlugen sie dich, von der Rache gehetzt,

während dein Klang noch in Löwen und Felsen verweilte

und in den Bäumen und Vögeln. Dort singst du noch jetzt.

O du verlorener Gott! Du unendliche Spur!

Nur weil dich reißend zuletzt die Feindschaft verteilte,

sind wir die Hörenden jetzt und ein Mund der Natur.

## Andere Dichtungen
Im angelsächsischen Raum wurden daktylische Verse unter anderem von Henry Wadsworth Longfellow (Evangeline, Hexameter) und Robert Browning (The Lost Leader, Tetrameter) verwendet. Sie blieben im Englischen jedoch randständig und hatten bei weitem nicht die Bedeutung des durch Klopstock begründeten deutschen Hexameters und die deutsche Distichendichtung.
Eine Gedichtform der eher komischen Dichtung ist der Double Dactyl („doppelter Daktylus“) der von Anthony Hecht und Paul Pascal 1951 erfunden wurde. Es handelt sich dabei um Gedichte aus zwei Vierzeilern aus daktylischen Dipodien (—◡◡—◡◡), wobei die letzten Verse gereimt und zweisilbig katalektisch sind, also einem Chorjambus (—◡◡—) entsprechen.